# 法德世仇

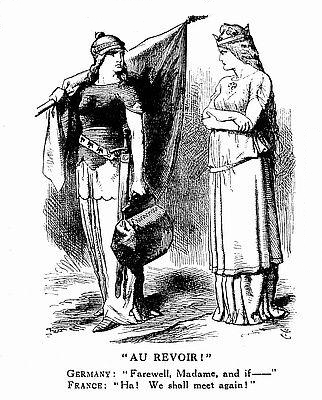
约翰·坦尼尔 《再见》（Au Revoir!），载于1881年8月6日《Punch (magazine)》杂志，图下配文——德国：再见女士，如果我们……；法国：我们会再见的！

法德世仇是認為全體法蘭西人和大多數德意志人（含德國人和奧地利人）之間必會結為世仇的想法，屬於歐洲國家的复仇主义中最顯著的代表之一。此思想已因二戰後法德兩國和解、加上歐洲一體化的推進而消失。

## 歷史

### 概述
这一思想分為數階段，最早出现于843年，是法蘭克王國解體後，東西法蘭克之間的矛盾，此時以統治法蘭克全境的卡洛琳王朝的內鬥為主；第二階段從1214年開始，法國的卡佩王朝在布汶戰役擊敗神聖羅馬帝國部隊，後在法王腓力四世統治時期蠶食帝國領土；第三階段從1477年開始，法國的瓦盧瓦王朝和奧地利的哈布斯堡王朝對孛艮地的繼承權大打出手，因為奧地利為神聖羅馬帝國的皇帝，因此開啟法國和神聖羅馬帝國之間的長時間爭霸，此時以兩大家族的博弈為主，1589年開始法國的波旁王朝取代瓦盧瓦王朝；第四階段從17世紀上半夜的三十年戰爭開始，法國作為新教聯盟一員與神聖羅馬帝國作戰，並在接續幾十年中的數場戰爭中不斷入侵德意志；第五階段是18世紀末至19世紀初的法国大革命战争與拿破崙戰爭，法國在第一次反法同盟、第二次反法同盟、第三次反法同盟、第四次反法同盟、第五次反法同盟戰爭中併吞諸多德意志領地，逐漸激發了德國人的統一情緒；第六階段是19世纪的普法战争結束後，由於德国被普魯士統一，並且擊敗了當時的法國，所法國對德國的仇恨心理成為了两次世界大战的主要原因之一。
二战后在美苏冷战的背景下，法國已經元氣大傷，而德國則分裂為東德和西德，美國和蘇聯則成為遙控歐洲政治格局的新主人，因此法國和西德兩國在實力不濟和有共同的敵人之後迅速消弭仇恨，轉而一同對抗蘇聯為首的共產主義陣營；在德國統一後則繼續維持著法國和西德之間的關係。也因為法德关系不再成為欧洲的主要矛盾，在沒有了障礙之後，歐洲內部就開始謀求一體化，至今法國和德國依然保持歐盟能穩定存在的兩大基石國。

### 歷史年表
- 843年：凡爾登條約：將查理曼帝國分裂成西法蘭克王國（現今的法國）、東法蘭克王國（現今的德國），中法蘭克王國（今日的北意大利和荷比盧）。
- 1214年：布汶戰役：法蘭西王國擊敗神聖羅馬帝國和英格蘭王國的聯軍，一躍成為歐洲第一強國。
- 1266–1268年：法國王子安茹的查理在貝內文托戰役 (1266年)和塔利亞科佐戰役（英语：Battle of Tagliacozzo）戰勝神聖羅馬帝國軍隊，並處死帝國皇族末裔康拉丁。
- 1250–1300年：法國國王腓力四世對神聖羅馬帝國的領土擴張。
- 1477年：大膽查理死後，勃艮第公國被法國兼併。同年，大膽查理的女兒勃艮第的瑪麗嫁給奧地利的馬克西米利安，使得哈布斯堡家族得以控制低地和弗朗什孔泰直到18世纪末。
- 1477–82年：勃艮第繼承戰爭（英语：War of the Burgundian Succession）
- 1485-1488年：哈布斯堡參與瘋狂戰爭中對法蘭西王室的聯合攻擊。
- 1521年：梅濟耶爾圍城戰
- 1544年：切雷索萊戰役
- 1618–48年：三十年戰爭，法國-瑞典聯盟戰勝西班牙-神聖羅馬帝國（哈布斯堡）聯盟。
- 1667–68年：遺產戰爭
- 1672–78年：法荷戰爭，神聖羅馬帝國軍隊大举入侵阿爾薩斯地區，遭到蒂雷納子爵擊退。
- 1683–84年：重盟戰爭
- 1688年：大同盟戰爭，七國聯合圍剿鼎盛時期的法蘭西王國。
- 1701–14年：西班牙王位繼承戰爭，因懼怕法蘭西王國和西班牙王國的合併，歐洲各國組成聯盟。
- 1718年：四國同盟戰爭
- 1733–35年：波蘭王位繼承戰爭
- 1740–48年：奧地利王位繼承戰爭 → 主要交戰位於佛蘭德斯
- 1754–63年：七年戰爭 → 歐洲兩陣營的對抗
- 1775–83年：美國獨立戰爭
- 1792–1815年：法國大革命戰爭
- 1792–97年：第一次反法同盟，歐洲各國對新生的法蘭西共和國的包圍網，法國勝利並佔領萊茵蘭。
- 1794：法國擊敗神聖羅馬帝國並佔領奧屬尼德蘭
- 1799–1802年：第二次反法同盟，法國在第二次蘇黎世戰役戰勝俄奧聯軍迫使俄羅斯退出戰爭，最終於霍恩林登戰役中取得了決定性勝利。
- 1799–1815年：拿破崙戰爭
- 1803–06年：第三次反法同盟，法軍在烏爾姆戰役中俘虜大批奧軍，於奧斯特里茲戰役中取得決定性勝利，神聖羅馬帝國被迫解体
- 1806–07年：第四次反法同盟，普魯士和各德意志邦國和俄羅斯發起對法戰爭，但普軍在耶拿戰役中慘敗，14天後柏林淪陷。拿破仑将普、奥之外的德意志邦国纳入莱茵邦联，并担任护国主。
- 1809年：第五次反法同盟，奧地利帝國和盟國與法國開戰，最終失利。
- 1813年：萊比錫戰役
- 1814年：六日戰役
- 1840年：萊茵危機
- 1848年：1848年革命：法国二月革命、德国1848年革命。
- 1870–71年：普法戰爭，德意志邦國在普魯士的領導下戰勝法蘭西第二帝國，第二帝国解体、德意志帝国成立。
- 1914–18年：第一次世界大戰，法國和協約國在百日攻勢中取得了決定性的勝利
- 1918–30年：占领莱茵兰，一方面是為了讓法國免受德國再次進攻，另一方面是為了保證德方履行賠償義務。
- 1923-34年：法國佔領魯爾區，以要求威瑪共和國遵循條約賠償應有的賠款。
- 1920-35年：法国和英国联合管治薩爾盆地地区。
- 1939–40年：法國戰役，納粹德國以閃電戰進攻，46天成功擊敗法國。
- 1942–44年：盟軍登陸法屬北非、法國南部被納粹德國佔領（安东行动）。
- 1944–45年：自由法國發動龍騎兵行動，成功解放法國南部。
- 1945年：納粹德國戰敗，法國佔領部分德國領土。
- 1963年：法國和西德簽訂愛麗舍條約，建立友好關係。